# پاتریک گابارون
پاتریک گابارون (انگلیسی: Patricio Gabarrón؛ زادهٔ ۱۷ آوریل ۱۹۹۳) بازیکن فوتبال اهل اسپانیا است که برای باشگاه لاتزیو بازی می‌کند.